# Saint-Nazaire Volley-Ball Atlantique 2013-2014
Questa voce raccoglie le informazioni riguardanti il Saint-Nazaire Volley-Ball Atlantique nelle competizioni ufficiali della stagione 2013-2014.

## Organigramma societario
Area direttiva
- Presidente: Dominique Hamon

Area tecnica
- Allenatore: Gilles Gosselin

## Rosa
| N° | Nome             | Ruolo | Data di nascita  | Nazionalità sportiva |
| -- | ---------------- | ----- | ---------------- | -------------------- |
| 1  | Stoyko Nenchev   | C     | 25 novembre 1984 | Bulgaria             |
| 4  | Julien Lecoq     | C     | 3 dicembre 1986  | Francia              |
| 5  | Hugo Moulinier   | S     | 17 novembre 1985 | Francia              |
| 6  | Théo Morillon    | L     | 19 dicembre 1994 | Francia              |
| 7  | David Lanta      | L     | 23 novembre 1984 | Francia              |
| 8  | Jean Oriol       | P     | 17 febbraio 1991 | Francia              |
| 9  | Murphy Troy      | S/O   | 31 maggio 1989   | Stati Uniti          |
| 11 | Michael Andrei   | C     | 6 agosto 1985    | Germania             |
| 12 | Robin Tosatto    | S     | 22 aprile 1985   | Francia              |
| 14 | Manuel Sevillano | S     | 2 luglio 1981    | Spagna               |
| 15 | Martin Repák     | P     | 31 marzo 1981    | Slovacchia           |
| 16 | Lévi Cabral      | S     | 16 maggio 1989   | Brasile              |
| 18 | Zlatan Yordanov  | S     | 2 marzo 1991     | Bulgaria             |